# Centro de las Artes de San Luis Potosí
El Centro de las Artes de San Luis Potosí Centenario (CEART) es un centro cultural de estilo ecléctico ubicado en la Calzada de Guadalupe de la ciudad de San Luis Potosí, San Luis Potosí, México. El edificio donde se localiza fue la antigua penitenciaría del estado y es catalogado como monumento histórico por el Instituto Nacional de Antropología e Historia (INAH) para su preservación. El edificio vio pasar el fin del porfiriato, la Revolución mexicana, la reconstrucción del país tras dicha revolución y que albergó tanto a criminales como a presos políticos, ahora puede ser visitado y disfrutado, no solo por los potosinos, sino por cualquier visitante nacional o extranjero que visite esta ciudad.

## Historia
Durante el porfiriato la ciudad de San Luis Potosí tuvo un gran avance en aspectos de arquitectura, pues el gobierno porfirista introdujo al país las ideas europeas y norteamericanas, con las que se trajeron muchos adelantos y nuevas tecnologías. Una de las principales causas de esto fue la misma introducción del ferrocarril, que fue traído a San Luis con la construcción de dos líneas férreas que cruzaban la ciudad: la del Nacional Mexicano Ciudad de México-Nuevo Laredo conocida como el Regiomontano (1888) y la del Central Mexicano Tampico-San Luis Potosí-Aguascalientes (1890).
En 1883 una comisión comenzó a buscar un lugar apropiado para la construcción de una penitenciaría nueva sobre la Calzada de Guadalupe. Se contrató al arquitecto veracruzano Carlos Suárez Fiallo para desarrollar el proyecto durante el gobierno de Carlos Díez Gutiérrez. El 13 de julio de 1880 fueron aprobados sus planos. El edificio quedaría dividido en tres partes. Una albergaría al Poder Judicial del Estado de San Luis Potosí y dos prisiones, una para hombres y otra para mujeres. Otra parte incluiría los talleres para el trabajo y la enseñanza de los reclusos, entre los que se encontraban la orfebrería, la zapatería, la jarciería y la carpintería.
La parte más distintiva comprendería el patio central del edificio donde se encontraría el panóptico, basado en las ideas de Jeremy Bentham. La torre que en tiempos del destino carcelario del conjunto arquitectónico le permitía al guardia de turno observar a todos los prisioneros, recluidos en 700 celdas individuales alrededor de la torre, sin que estos pudieran saber si eran observados. El lugar tendría una capacidad para 2800 reos. La construcción del edificio comenzaría el 5 de febrero de 1884, que después sería inaugurado sin haber sido concluido seis años después el 5 de mayo de 1890.
Fueron trasladados los primeros 353 reos a la nueva cárcel. 200 de ellos fueron mandados para ayudar terminar la construcción del edificio. En el diseño Suárez Fiallo incluyó el estilo neoclásico, que era el estilo de vanguardia de esa época. Sin embargo varias crisis azotaron la ciudad en 1893 incluyendo una epidemia y una sequía. Esto forzó ponerle un alto a la construcción de varios edificios de la capital potosina que aparte de la nueva penitenciaría inclusión el Teatro de la Paz y la Escuela Industrial Militar. En 1898 Blas Escontría y Bustamante asume la gubernatura después de la muerte de Carlos Díez Gutiérrez. Escontría mando que se cambiara el frontispicio original neoclásico de Fiallo para uno nuevo compuesto por dos torreones en los extremos y dos más en el centro, dándole una cierta apariencia medieval. El 2 de abril de 1905 fue inaugurada la escuela de enseñanza básica para los menores.
El 5 de febrero de 1963 fue encarcelado y torturado ahí Salvador Nava Martínez, un líder importante en oposición al Partido Revolucionario Institucional.
En marzo de 1999, la penitenciaría dejaría de tener función como tal después de 105 años debido al exceso de reos y la amenaza que esto presentaba a la creciente ciudad. Quedó en el abandono y sirvió como cuartel de policía por un tiempo. En 2004, después de un concurso nacional para transformarlo en Centro de las Artes, gana el arquitecto Alejandro Sánchez García con su despacho, antes llamado «masarquitectos», hoy Taller6A para rehabilitar este edificio, claro referente de la intervención en edificios históricos en México.
Desde el 27 de agosto de 2008 empezó a funcionar como instalación cultural. El Centro de las Artes se dedica a la educación, producción, investigación y divulgación de las artes. Se le decidió dar como nombre oficial Centro de las Artes de San Luis Potosí Centenario debido a que la conmemoración del Centenario de la Revolución Mexicana estaba próxima, por lo que se decidió dejar ese nombre. En dicho edificio se llevan a cabo distintas actividades relacionadas con la cultura y las artes, ya sean de instituciones federales, estatales o proyectos independientes. Las celdas ahora albergan exhibiciones temporales pero hay dos que se han apartado. Una es un dormitorio que se ha conservado para que los visitantes puedan ver cómo vivían los reos.
La otra es la celda donde fue encarcelado Francisco I. Madero por su oposición a Porfirio Díaz, quien lo acusaba de haber conspirado en su contra. Desde ahí redactaría el Plan de San Luis en el que llamaba al levantamiento armado del pueblo el 5 de octubre de 1910. Sería promulgado un tiempo en San Antonio, Texas el 20 de noviembre de 1910, después de que Madero logró escapar y así iniciando la Revolución mexicana.
La torre panóptica ha sido intervenida pictóricamente por diversos artistas visuales, pintores y diseñadores gráficos principalmente. Está rodeada por ocho crujías que incluyen áreas académicas como el arte y la tecnología, las artes escénicas, la integración y la literatura, las artes visuales y la música, un museo de sitio, la galería principal y una biblioteca. Cuenta con la Plaza Centenario que está rodeada de varias salas y galerías. El Teatro Polivalente se encuentra donde antes estaba la panadería y el comedor. También hay ocho patios temáticos, un foro al aire libre y un pasillo perimetral.
Para el 2018 con una nueva intervención, aloja el Museo Leonora Carrington.

## Galería

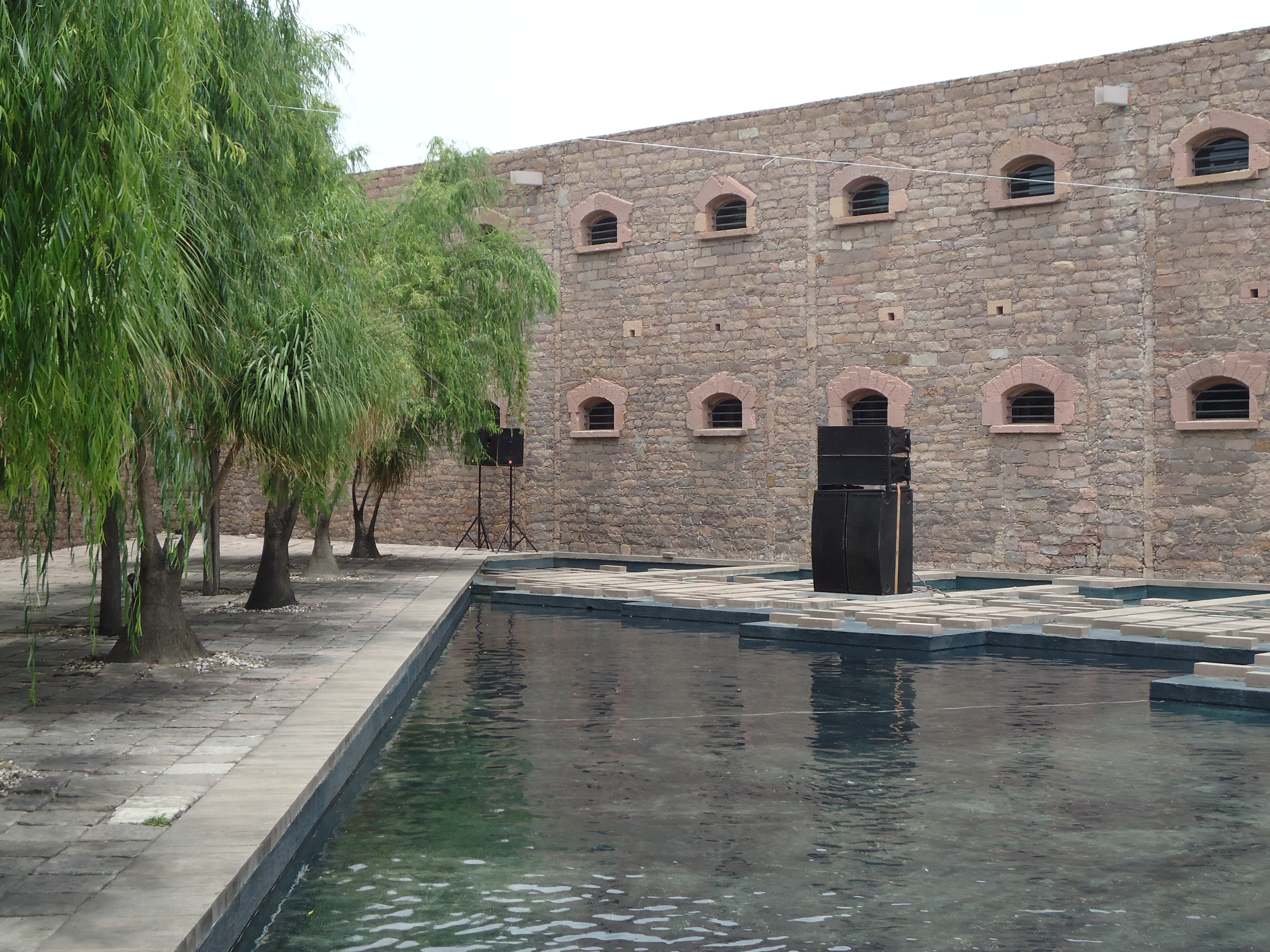
Espejo de agua diseñado por Ricardo Legorreta Vilchis.
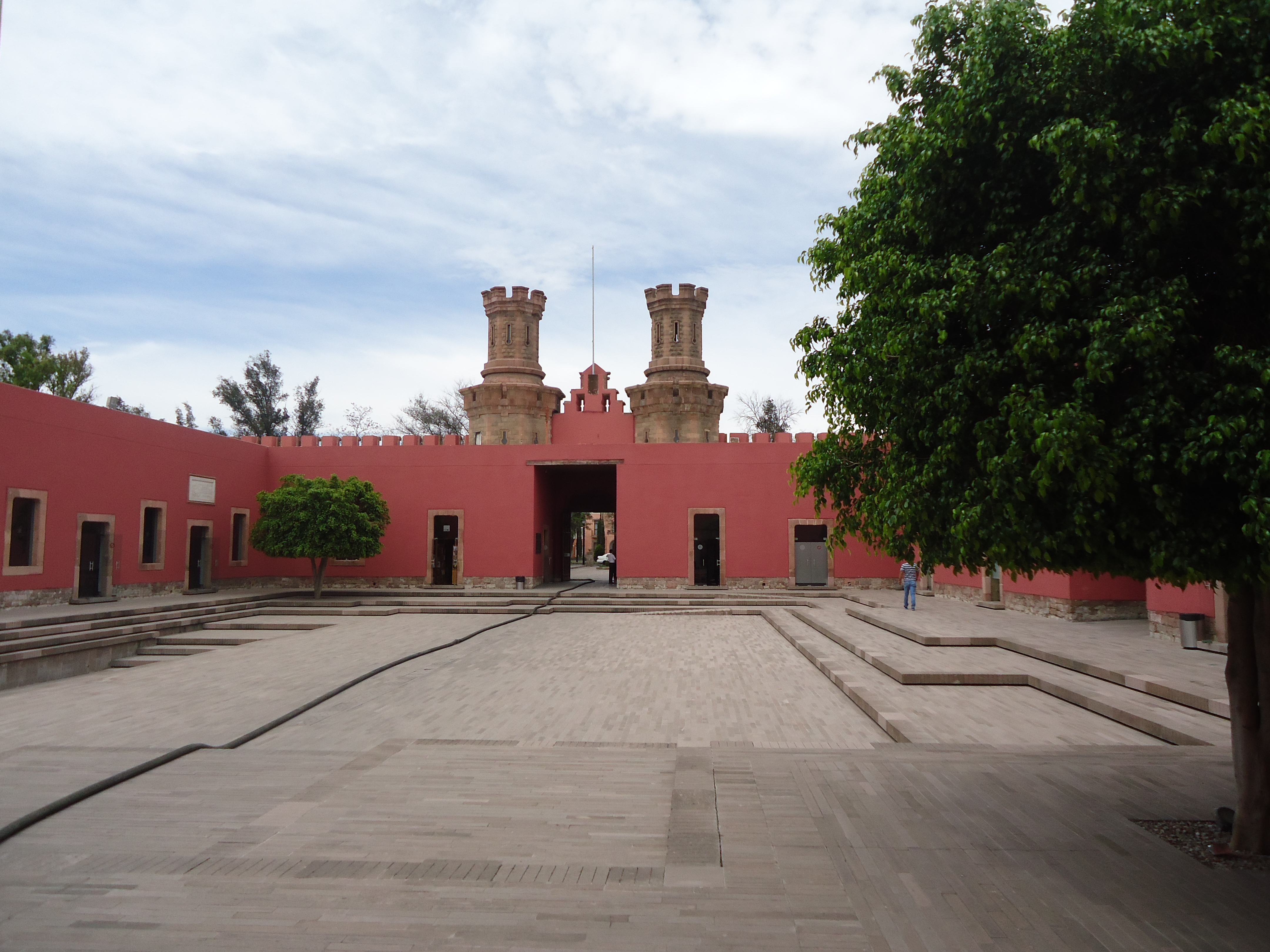
La primera explanada.
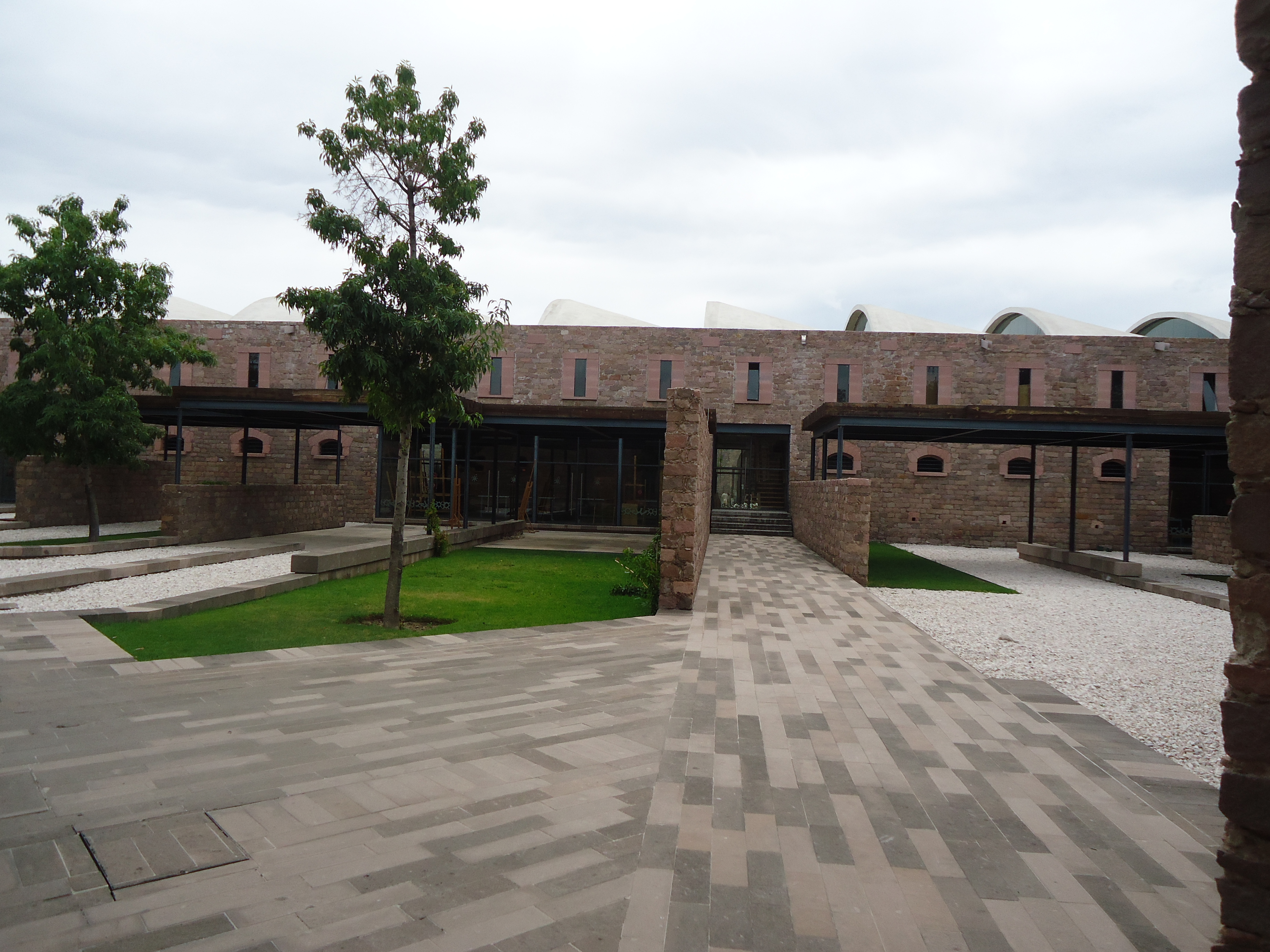
La segunda explanada.
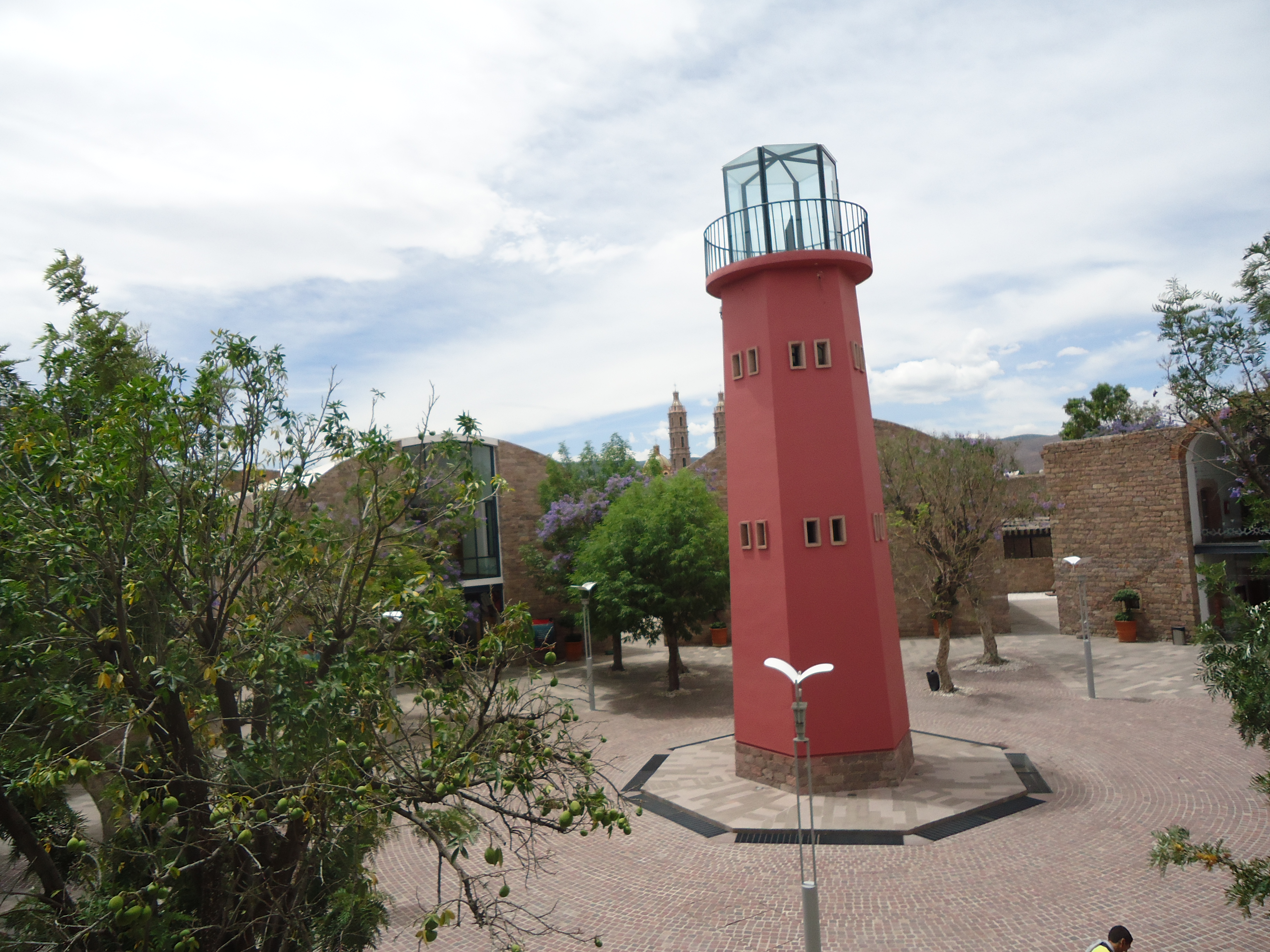
La torre panóptica.
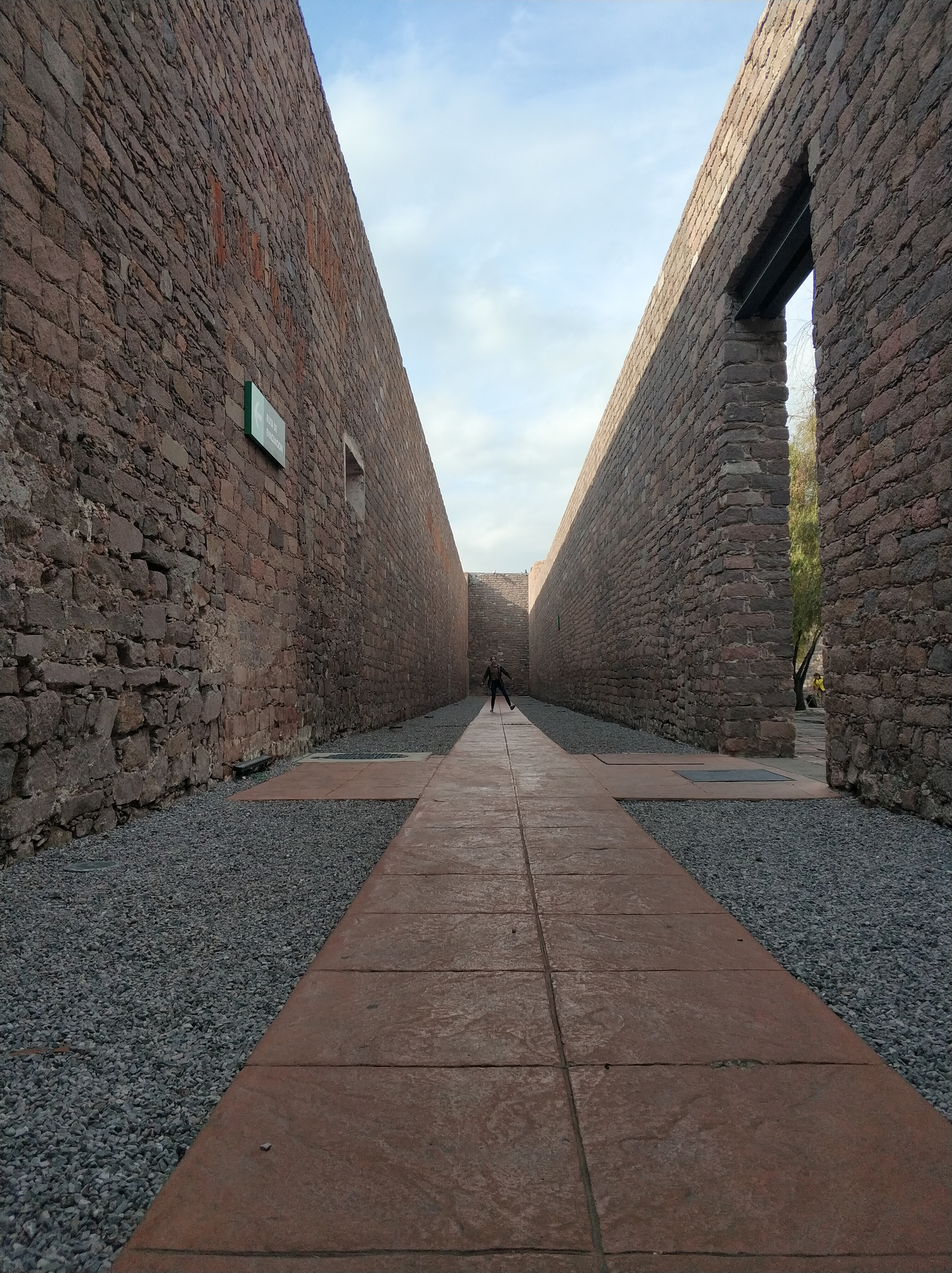
Un callejón.
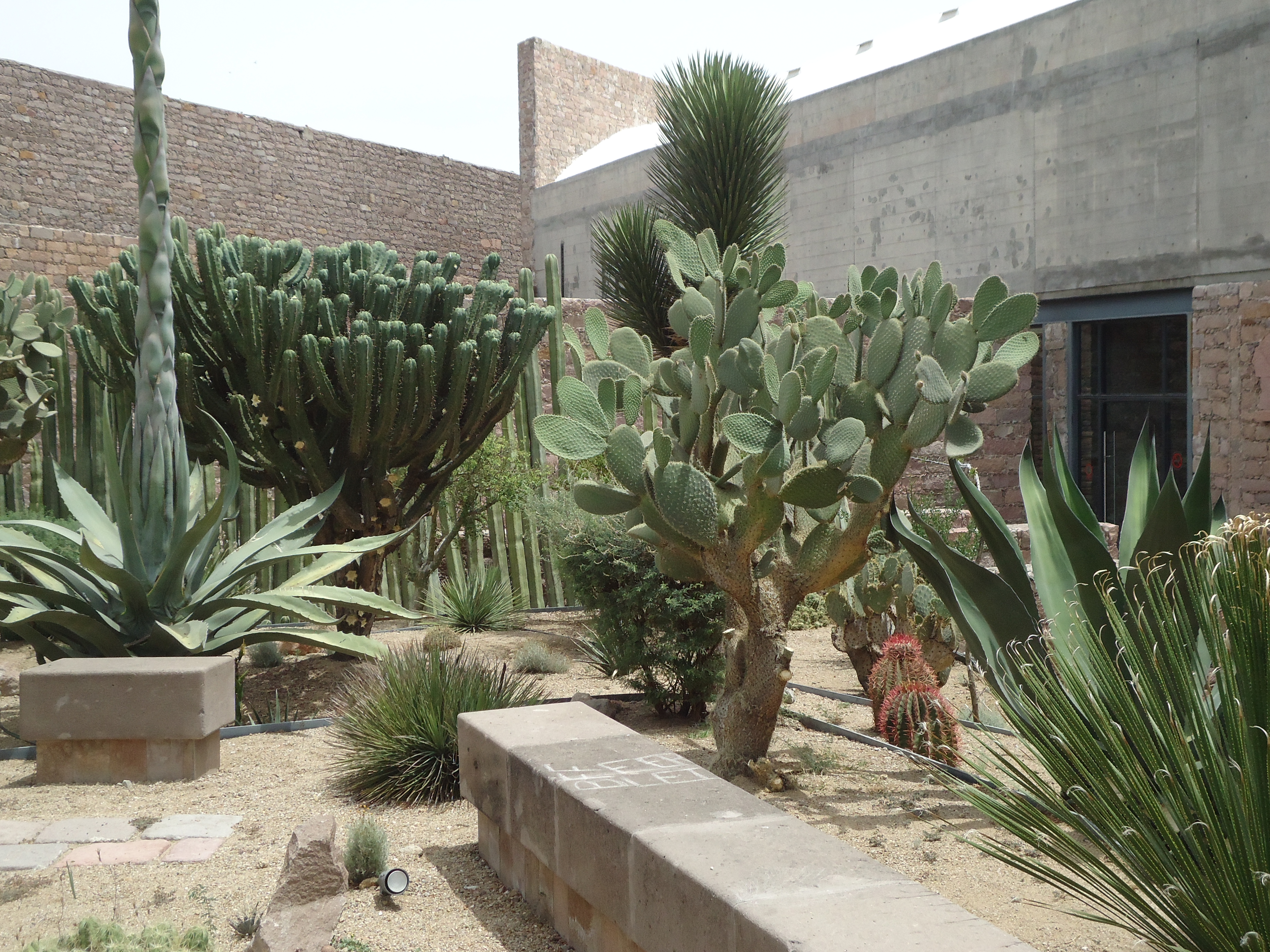
Jardín de especies cactáceas endémicas del estado.
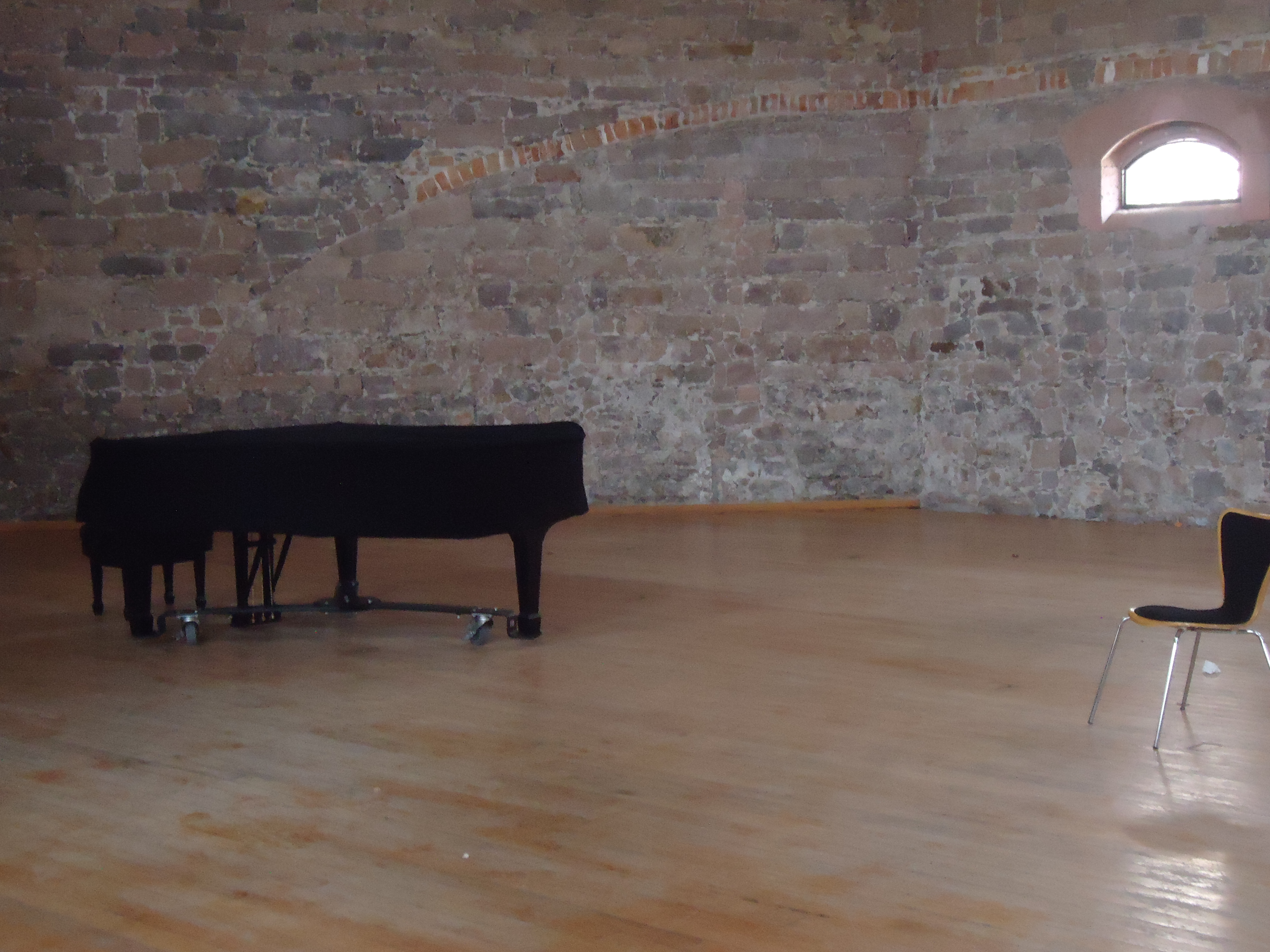
Cuarto de música donde se realizan prácticas y grabaciones.